# Minimelon colmani
Minimelon colmani är en snäckart som beskrevs av Alan Solem 1993. Minimelon colmani ingår i släktet Minimelon och familjen Camaenidae. Inga underarter finns listade i Catalogue of Life.